# Base aérea Malmstrom
Malmstrom AFB é uma Região censo-designada localizada no estado americano de Montana, no Condado de Cascade.

## Demografia
Segundo o censo americano de 2000, a sua população era de 4544 habitantes.

## Geografia
De acordo com o United States Census Bureau tem uma área de
13,4 km², dos quais 13,4 km² cobertos por terra e 0,0 km² cobertos por água.

## Localidades na vizinhança

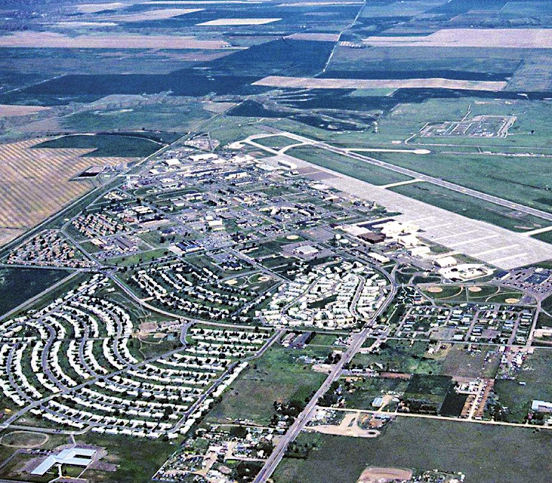
Visão da base aérea de Malmstrom.

O diagrama seguinte representa as localidades num raio de 28 km ao redor de Malmstrom AFB.